# Dario Gay
Dario Gay, noto graficamente anche come Dario Gai (Milano, 6 ottobre 1960), è un cantautore italiano.

## Biografia
Esordisce nel 1982, al concorso per artisti emergenti "Il Talentiere" (ex "Festival degli sconosciuti"), dove viene notato dai due organizzatori Rita Pavone e Teddy Reno, che lo invitano ad esibirsi al loro tour invernale. La collaborazione con la Pavone continuò anche in seguito, e nel 1990 Dario collaborò con lei nel pezzo Gemma, inserito nel disco Gemma e le altre.
Nel 1985 vince il Premio Rino Gaetano con il brano Oh Dolores!. In quest'occasione inizia la sua collaborazione con Enrico Ruggeri, per il quale scrisse Le luci della sera inserita nell'album La parola ai testimoni.
Nel 1988 esce il suo primo album Nella vita di un artista c'è sempre un disco che ha per titolo il suo nome, scritto insieme a Ruggeri. Al suo interno si trovano Dammi un'emozione, finalista al Festivalbar 1989, e Diamante. Nello stesso anno vince il premio della critica al Premio Rino Gaetano.
Partecipa al Festival di Sanremo 1990 nella sezione Nuove Proposte, arrivando in finale con la canzone Noi che non diciamo mai mai. L'anno seguente è nuovamente in concorso al Festival di Sanremo nella stessa sezione con Sorelle d'Italia. Il testo della canzone, che parla di camionisti, prostitute e viados, provoca scandalo, ma viene apprezzato dalla critica nonostante la sua eliminazione dalla finale. Nello stesso anno esce il secondo album Nonsoloamore, sempre scritto a quattro mani con Enrico Ruggeri.
Dopo alcuni anni passati a comporre canzoni per altri artisti (fra cui la Pavone, Milva e gli O.R.O.), nel 1995 pubblica il CD singolo Basta con le favole. Il disco, scritto per la prima volta interamente da lui, è patrocinato da "Fonopoli" di Renato Zero.
Dopo sei anni, nel 2001, esce Domani è primavera, che contiene la canzone omonima, inno ufficiale del Gay Pride di quell'anno: Dario fa coming out dichiarandosi pubblicamente omosessuale, riprendendo il suo vero cognome "Gay", fino allora trasformato in "Gai" per volontà dei suoi discografici che temevano equivoci di interpretazione.
Nel 2002 partecipa all'Europride Song Contest di Colonia con il brano Le nuvole, cantato in coppia con La Cristiana, cantante e nota esponente militante transgender, classificandosi terzo.
Nel 2005 esce il CD singolo Ti sposerò, che visto il contenuto (dichiarazione d'amore di un uomo ad un altro uomo) viene immediatamente associato alla manifestazione "PACS day", che si è tenuta a Roma il 21 maggio 2005. In quell'occasione, Dario celebra assieme a numerose altre coppie un simbolico PACS con il suo compagno Marco. Il singolo contiene anche la versione remix dello stesso brano ed Il muro, il cui testo è una sorta di dialogo tra un eterosessuale ed un gay.
Nel 2010 esce un doppio CD dal titolo Ognuno ha tanta storia. Dario Gay pesca a piene mani dai suoi precedenti lavori, ritrovando una Diamante che chiudeva il suo primo album così come l'inno Sorelle d'Italia, qui raccontato con la Banda Osiris, arrivando ad attualizzare altre due gemme del lavoro d'esordio che risale al 1988 come Resta un Valzer insieme ad Andrea Mirò e Amedeo Bianchi e Il Viaggiatore scritta allora e interpretata oggi con Enrico Ruggeri.
Nato fra Roma e Milano, Ognuno ha tanta storia è denso di collaborazioni nate dalle amicizie. Capita con Aida Cooper, Libero in coppia con Milva e scritta per un progetto della cantante ai tempi di Milva canta Merini, Il clown con l'apporto de I Cento, Lontano Lontano di Luigi Tenco uscita dalla collaborazione con Massimo Priviero, Una inutile preghiera scritta e cantata con Giovanni Nuti, Questo cielo è mio con l'impreziosimento del Sunshine Gospel Choir di Torino. Menzione speciale merita Domani è primavera, riproposta in questo album in duetto con una smagliante Rita Pavone, che rompe eccezionalmente il suo silenzio che dura da ormai sei anni per registrare con Dario questo brano coinvolgente e intenso, dal quale è stato tratto anche un videoclip per la regia di Paolo Cirelli e la post-produzione di Lorena Asaro. Nel 2012 debutta come attore nel recital D(i)ario Gay: ognuno ha tanta storia, ispirato all'album omonimo, scritto in collaborazione con Enrico Ruggeri e Luca Bonaffini con la regia dello stesso Bonaffini.
Nel 2015 esce su etichetta Collezione di Musica, il singolo Libero versione in francese in coppia con il mezzo soprano giapponese Akiko Kozato.
Il 12 maggio 2016 pubblica un nuovo album: Ufficialmente Liberi Tutti.

## Discografia

### Album
- 1988 – Nella vita di un artista c'è sempre un disco che ha per titolo il suo nome
- 1991 – Nonsoloamore
- 1992 – Il Pianeta Sogno (disco speciale a tiratura limitata prodotto e pubblicato dal suo Fan Club "Notturno Fan Club" di Fabio Negri)
- 2010 – Ognuno ha tanta storia
- 2016 – Ufficialmente Liberi Tutti

### Singoli
- 1985 –  Oh Dolores!
- 1987 – Melodrammatico
- 1988 – Dammi un'emozione
- 1990 – Noi che non diciamo mai mai
- 1990 – Nonsoloamore
- 1991 – Sorelle d'Italia
- 2015 – Libero (versione in francese con Akiko Kozato)
- 2020 – Inno della pettegola ft. Platinette

### EP
- 1995 – Basta con le favole
- 2001 – Domani è primavera
- 2005 – Ti sposerò (Maremosso)
- 2008 – La grande sete

### Partecipazioni ad altri dischi
- 1991 – Tu mi cercherai - Musica triste, duetti con Luigi Schiavone contenuti nel suo album La spina nel fianco
- 2002 – Domani è primavera (Sigla Gay Pride 2001 Milano) - brano inserito nella Gay Right Compilation volume 1 prodotta da Genny Random Factory
- 2009 – Sulla strada duetto con Enrico Ruggeri nel CD All In
- 2017 – Non ti scordare di me (di cui è anche autore) duetto con Davide Buzzi nel CD Non ascoltare in caso d'incendio